# Мендон (Мисури)
Мендон (енгл. Mendon) град је у америчкој савезној држави Мисури.

## Демографија
По попису из 2010. године број становника је 171, што је 37 (-17,8%) становника мање него 2000. године.
| Група             | 2000.       | 2010.       |
| Белци             | 204 (98,1%) | 169 (98,8%) |
| Афроамериканци    | 0 (0,0%)    | 2 (1,2%)    |
| Азијати           | 0 (0,0%)    | 0 (0,0%)    |
| Хиспаноамериканци | 0 (0,0%)    | 0 (0,0%)    |
| Укупно            | 208         | 171         |